# Émile Mellinet
Émile Mellinet (Nantes, 1º giugno 1798 – Nantes, 20 gennaio 1894) è stato un generale e politico francese.

## Biografia

### Origini e famiglia
Figlio del generale Anne François Mellinet, generale dell'armata francese e poi di quella belga dopo l'indipendenza del paese, e di sua moglie Rosalie Malassis, la coppia ebbe due figli per poi divorziare nel 1803; altro fratello di Émile fu Camille, nato nel 1795, futuro editore e uomo di lettere.
Suoi nonni furono rispettivamente François Mellinet, negoziante e deputato per la regione della Loira inferiore alla Convenzione Nazionale, ed Augustin-Jean Malassis, stampatore ed editore a Nantes.
Nel 1832, Émile sposò Françoise Félicité Sébire detta «Fanny»

### I primi anni di carriera: dall'impero napoleonico alla monarchia di luglio (1813-1841)
Inseguendo le orme paterne, Émile scelse ancora giovanissimo di intraprendere la carriera militare.
Il 2 ottobre 1813, divenne membro della guardia nazionale nel dipartimento della Loira inferiore. Venne posto sotto la guida del generale Brouard come sottotenente dell'88º reggimento di fanteria di linea, dal 25 febbraio 1814, col quale assistette alla battaglia di Parigi dove venne ferito il 30 marzo di quello stesso anno. Il 4 settembre, venne posto in riserva a seguito dell'80º reggimento di fanteria, divenuto poi il 96° dal 25 aprile 1815. Assistette all'assedio di Metz dove ricevette un colpo di lancia che lo ferì ad una guancia il 14 luglio 1815, lasciandogli una vistosa cicatrice sul volto che lo contraddistinguerà per il resto della sua vita.
Licenziato, dal 6 settembre 1815 Émile rimase inattivo. Passò alla legione dipartimentale dell'Orne dall'11 marzo 1816 dove rimase sino all'11 dicembre 1820.
Richiamato in attività nel 5º reggimento di fanteria leggera dal 22 gennaio 1823, prese parte alla spedizione di Spagna; all'assedio di Saint-Sébastien, venne colpito da un proiettile alla guancia sinistra il 26 aprile 1823, motivo per cui venne decorato con l'Ordine di Carlo III. Venne promosso tenente il 6 giugno 1823..
Il 6 febbraio 1828, venne annesso al 5º reggimento di fanteria della Garde Royale.
L'11 agosto 1830 ottenne il brevetto di capitano e venne affiliato al 4º reggimento di fanteria leggera dal 16 dicembre di quello stesso anno. Promosso chef de bataillon del 35º reggimento di fanteria di linea dal 27 agosto 1839, dal 30 settembre 1840 comandò il 5º battaglione di cacciatori a piedi.

### Ufficiale in Algeria (1841-1850)
Nel 1841, lasciò la sua unità per l'Algeria, sbarcando a Mostaganem il 22 giugno di quello stesso anno.
Rapidamente seppe farsi notare dal generale Bugeaud che di sua mano scrisse un rapporto lodevole sul suo conto, dicendo: "Questo ufficiale superiore, pieno d'istruzione e di onore, sarà ben posto alla testa di un reggimento". Venne nuovamente citato in occasione dei combattimento del 30 e 31 agosto, del 4 e 5 settembre contro i Flittas ed i Beni-Ouragh sulle montagne dell'Ouarsenis. Nel giugno del 1842, il generale d'Arbouville, comandante della divisione d'Orano, lo citò nuovamente in un suo rapporto per atti lodevoli. Venne nuovamente citato il 13 luglio 1842 per il coraggio dimostrato nella spedizione a Chélif, come pure nella presa di Blida.
Il comandante Mellinet compiva all'epoca 28 anni di servizio con 3 campagne, 3 ferite sul campo e 7 citazioni, venendo promosso tenente colonnello del 41º reggimento di fanteria di linea, dal 16 ottobre 1842. Destinato al 32º reggimento di fanteia di linea, lo raggiunse il 13 giugno 1844. Ebbe modo di distinguersi nella spedizione a Mascara e nella battaglia di Tili-Ouanek.
Promosso al grado di colonnello del 1º reggimento straniero dal 15 marzo 1846, ottenne il suo comando in un periodo in cui l'Algeria si trovava in piena insurrezione. Il reggimento venne organizzato quindi sotto il suo comando in tre battaglioni: il primo a Orano, Mostaganem e Mascara, il secondo a Orano, Le Sig, Mostaganem, Ténès e Khamis, il terzo a Oran, Sidi Bel-Abbès, Mostaganem e Khamis.

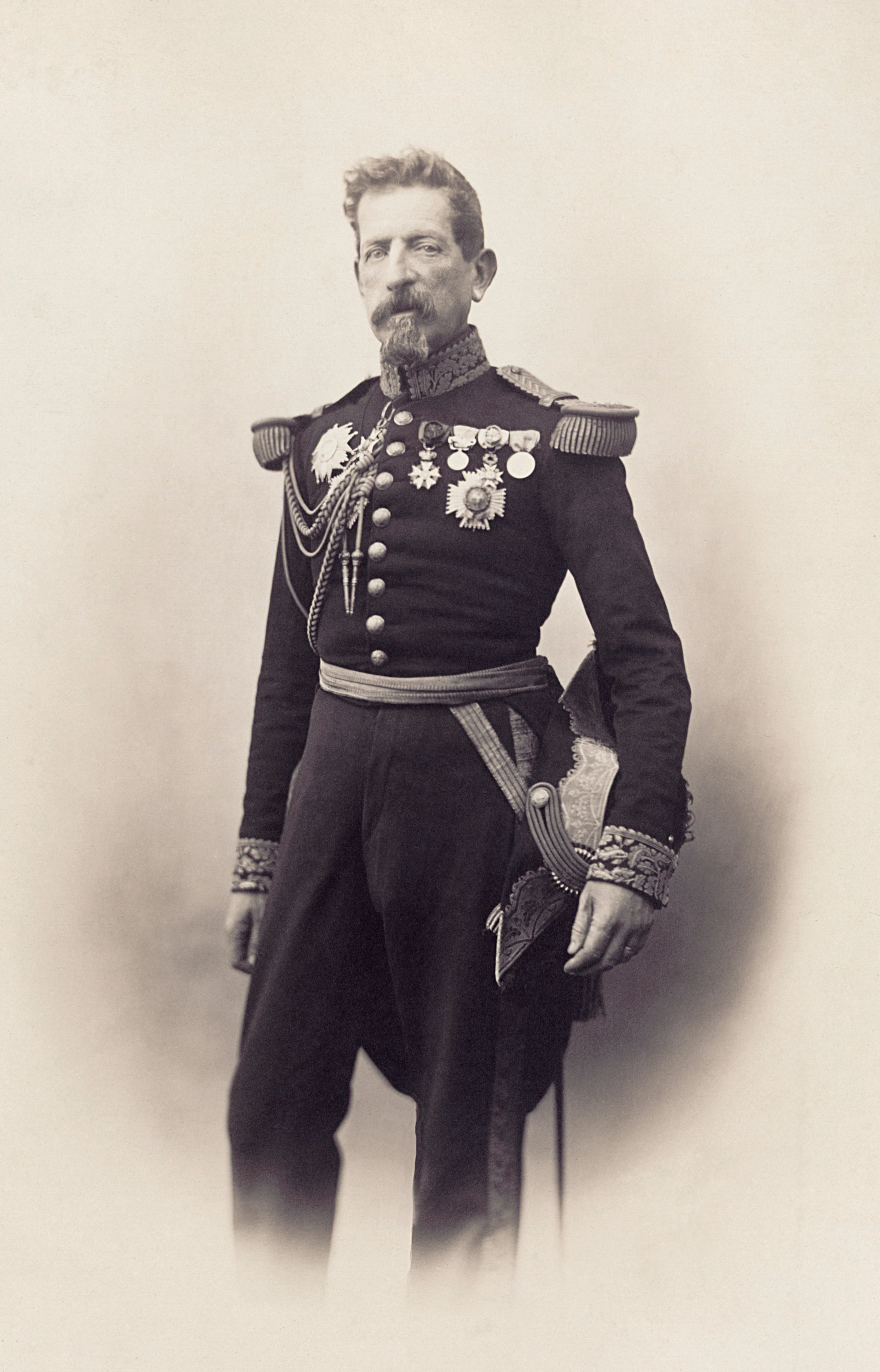
Ritratto del generale Mellinet realizzato dal fotografo Gustave Le Gray nel 1857

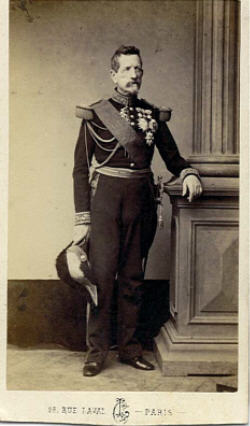
Ritratto fotografico di Mellinet di Léon Crémière, Parigi.

Nel febbraio del 1846, il 1º reggimento della legione straniera terminò la costruzione della strada che univa Tenira a Sidi Bel-Abbès, la quale avrebbe permesso di compiere agevolmente le manovre necessarie a controllare l'intera area militarmente. Il 7 aprile 1847, su questa stessa strada Mellinet condusse un grande convoglio per le operazioni militari a sud di Oran. Dopo l'affare di Moghar el-Foukani, il 27 aprile e quello di Aïn Sefra del 1º maggio, il generale Cavaignac si complimentò coi legionari e propose Mellinet per la croce da ufficiale della Legion d'onore, decorazione che questi ricevette a Tlemcen, davanti alle sue truppe.
Il 1º gennaio 1848, il duca d'Aumale, governatore dell'Algeria, eresse il circondario di Sidi Bel-Abbès a suddivisione territoriale e ne concesse il comando militare al colonnello Mellinet. La situazione però appariva ormai riappacificata dal momento che l'emiro Abd el-Kader si era rimesso nelle mani del principe, grazie anche all'influenza del generale Pélissier.
Il 17 dicembre successivo, presso Oran ed in presenza del 1º battaglione, il colonnello Mellinet ricevette dal generale Pélissier la nuova bandiera destinata al suo reggimento, delineata nel 1848. Nell'aprile del 1849, Mellinet diresse una colonna per la costituzione di un accampamento a El Aricha, non mancando di intervenire a pacificare la parte meridionale della provincia di Oran dove gli animi della popolazione venivano infiammati dalle predicazioni di Sidi cheik ben-Talieb. Nel 1850, Mellinet venne impiegato nella repressione dei gruppi di briganti marocchini nella suddivisione territoriale di Tlemcen tra il febbraio ed il settembre di quello stesso anno.

### Generale (1850-1863)
Per decreto presidenziale del 2 dicembre 1850, il colonnello Mellinet venne proclamato generale di brigata e rimpiazzato in Algeria dal tenente colonnello Lesueur de Givry del 7º reggimento di fanteria di linea, il quale venne poi sostituito dal colonnello Bazaine, del 55°. Mellinet venne nominato comandante della 2ª brigata di fanteria di Lione e posto sotto gli ordini del generale de Castellane, il 15 febbraio 1851 oltre ad ottenere il comando della 2ª brigata di fanteria a Lione dal 23 novembre 1851. Il 31 maggio 1854, comandò la 1ª brigata di fanteria della Garde Imperiale, con la quale combatté nella Guerra di Crimea.
Promosso generale di divisione il 22 giugno 1855, venne ferito nell'Assedio di Sebastopoli l'8 settembre di quello stesso anno. Comandante della divisione di fanteria della Garde Imperiale, rientrò dalla Crimea il 22 dicembre 1856 e venne nominato ispettore generale del 1° arrondissement di fanteria per il 1856. Ebbe un ruolo fondamentale nelle operazioni di attraversamento del fiume Ticino nel corso della battaglia di Magenta del 1859, combattendo alacremente negli episodi di Ponte Nuovo, Ponte Vecchio e Boffalora, durante la seconda guerra d'indipendenza italiana, distinguendosi alla testa dei suoi uomini e vedendosi uccidere sotto la sella ben due cavalli nel corso delle operazioni.

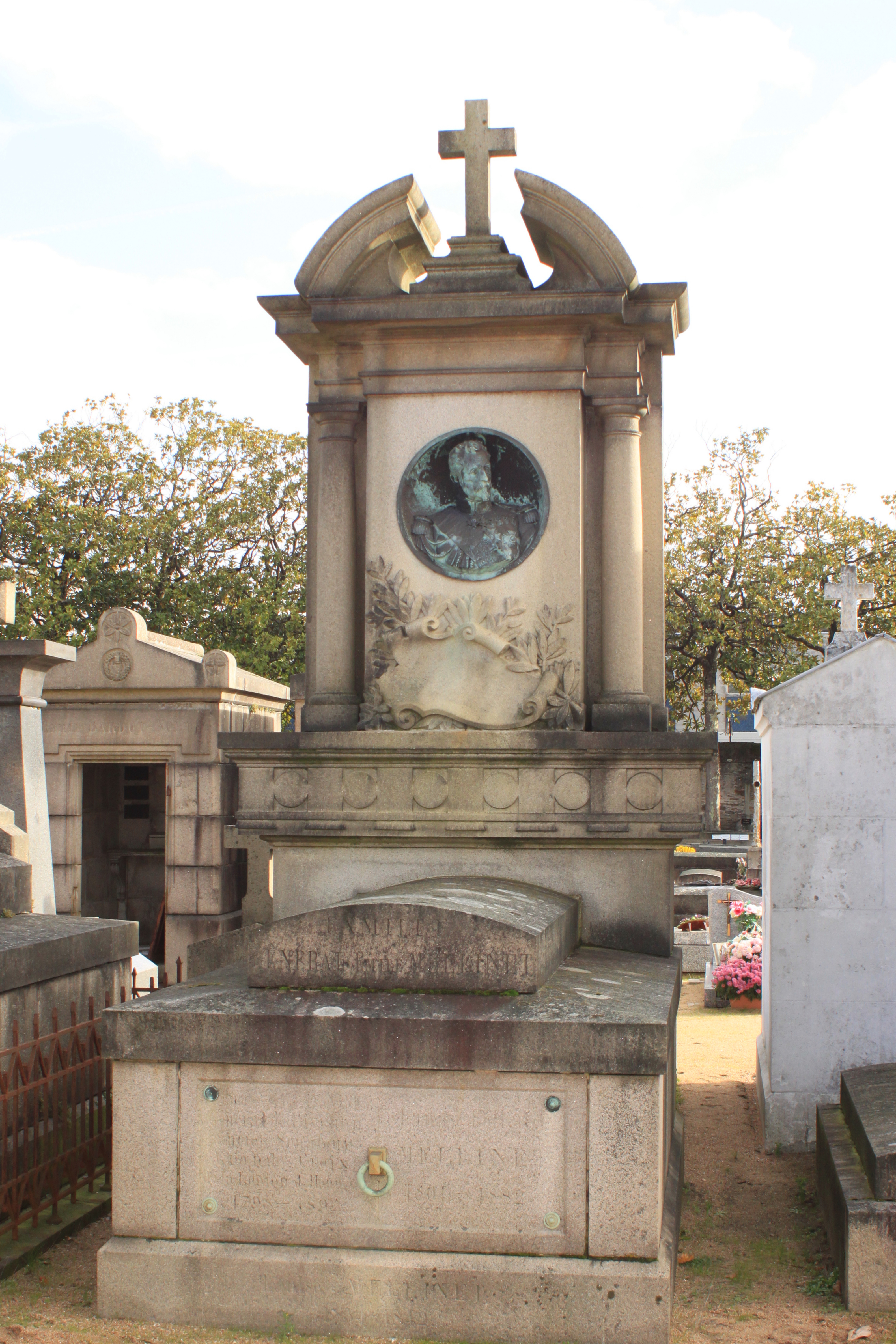
La tomba del general Mellinet al cimetière Miséricorde di Nantes.

### Gli ultimi anni della carriera (1863-1871)
Il 2 giugno 1863, venne posto ufficialmente in riserva e venne nominato membro del consiglio nazionale dell'Ordine della Legion d'onore dal 5 luglio di quello stesso anno, nonché comandante superiore della Garde Nationale del dipartimento della Senna dal 23 ottobre 1863.
Il 15 marzo 1865, Napoleone III lo nominò senatore. A Nantes, rimpiazzò il generale Bernard Pierre Magnan come gran maestro del Grand'Oriente di Francia, rimanendo in carica dal 1865 al 1870.
Il 15 settembre 1869, diede le dimissioni dal suo comando alla Garde Nationale della Senna, ma riprese il suo servizio attivo nel 1870 con lo scoppio della guerra franco-prussiana. Venne posto al comando dei depositi della Garde Imperiale a Parigi dal 17 agosto 1870 e venne nominato membro del comitato per le fortificazioni della capitale dal 20 agosto di quello stesso anno. Amico personale dell'imperatrice Eugénie, fu lei a permettergli di lasciare Parigi indisturbato quando la repubblica venne proclamata il 4 settembre 1871 dopo la sconfitta dell'esercito francese..

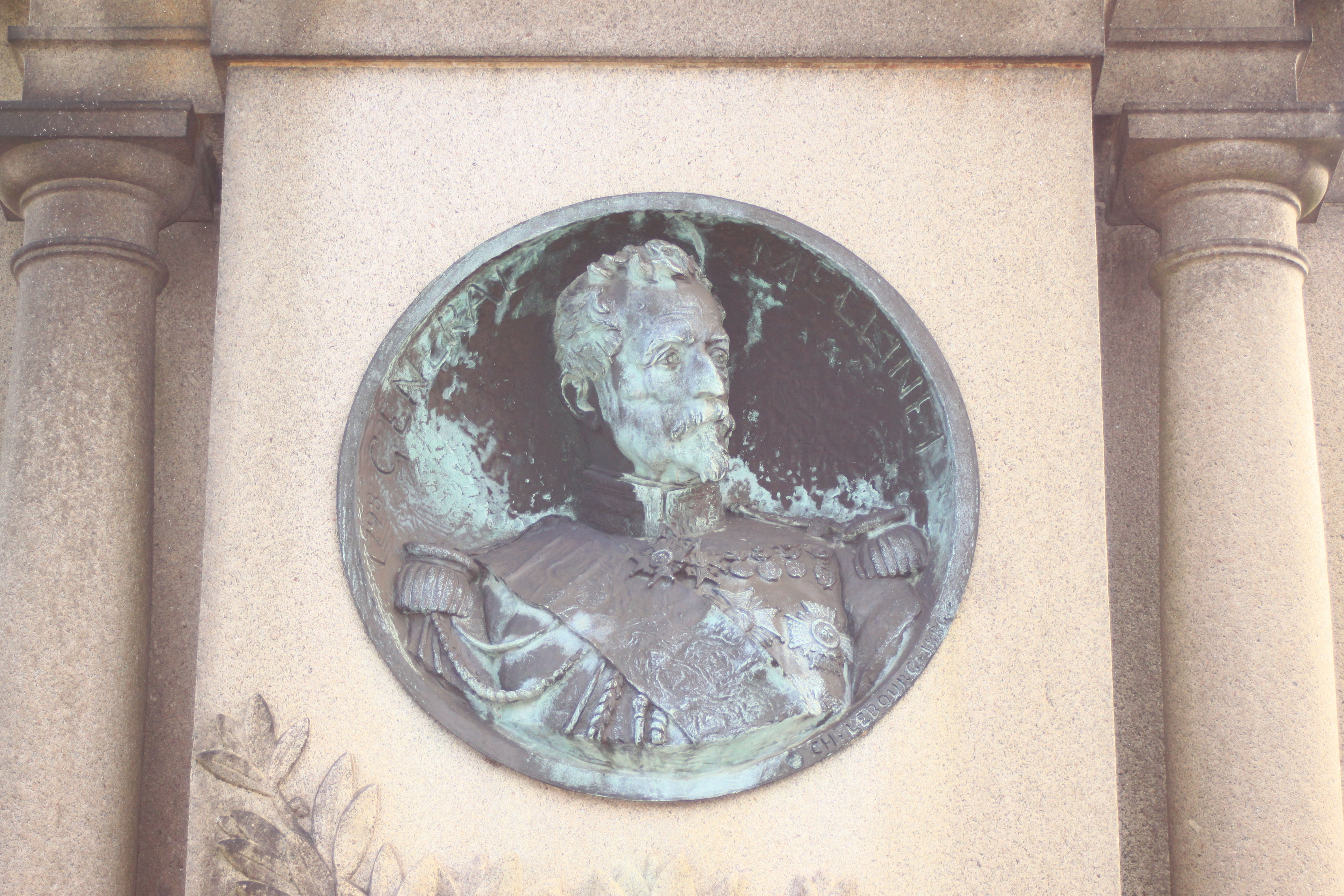
Il busto sul medaglione della sua tomba, realizzato da Charles-Auguste Lebourg.

### Dopo il ritiro (1871-1894)
Posto a riserva dall'8 febbraio 1871, con decreto del 1 settembre 1878 venne definitivamente pensionato dall'esercito francese.
Durante gli anni del pensionamento, divenne una delle figure più popolari nella vita pubblica della città di Nantes: favorì lo sviluppo delle arti e delle lettere, in particolare al teatro di Compiègne; appassionato di musica, contribuì all'organizzazione della musica reggimentale e compose anche qualche pezzo per banda; eminente bibliofilo, donò al Ministero della Guerra francese la sua collezione di opere bibliografiche militari ed alla biblioteca municipale di Nantes un prezioso fondo di autografi.
Morì il 20 gennaio 1894 alla straordinaria età di 95 anni. Venne sepolto al fianco di sua moglie (1801-1882) nel cimetière Miséricorde di Nantes. All'epoca della sua morte era uno degli ultimi sopravvissuti delle guerre napoleoniche, ed in particolare fu l'ultimo ufficiale noto ad essere morto di quell'epoca.

### L'attività come massone
Figlio e nipote di massoni, Mellinet fu egli stesso iniziato alla massoneria nella loggia di Mars et les Arts all'Oriente di Nantes nel 1815, all'età di 16 anni. 50 anni più tardi, divenne gran maestro del Grand'Oriente di Francia il 9 giugno 1865, dopo la morte del maresciallo Bernard Pierre Magnan. Vigile sui principi della massoneria, non si presentò nel 1870 per un secondo mandato malgrado la certezza di una sua rielezione a tale carica.

## Omaggi

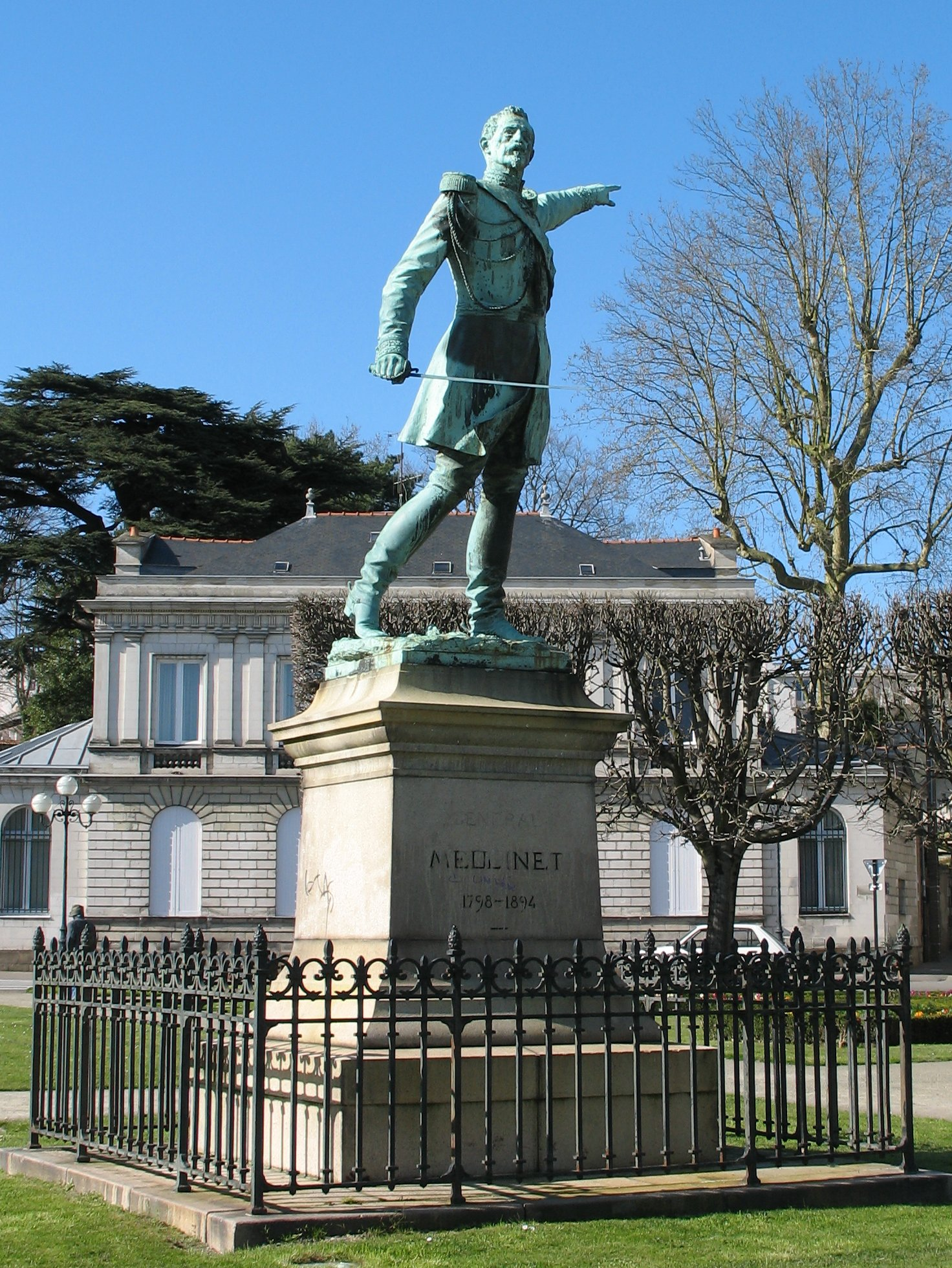
Statua del generale Mellinet nell'omonima piazza di Nantes.

Il 10 maggio 1894, una piazza di Nantes venne battezzata place Mellinet in suo onore.
In essa venne eretta una statua in sua memoria, inaugurata il 29 maggio 1898. Quest'opera, dell'altezza di 6 metri, venne realizzata da Gustave Leblanc-Barbedienne, e rappresenta il general in atteggiamento marziale mentre incita i suoi uomini a combattere.